# Церковь Сергия Радонежского (Чанг)
Церковь преподобного Сергия Радонежского на острове Чанг (тайск. โบสถ์คริสตจักรออร์โธด็อกซ์นักบุญเซอร์กีร์ แห่งราโดโนช อ.เกาะช้าง) — храм Таиландской епархии Русской православной церкви, расположенный деревне Клонг Сон на севере западной стороне острова Чанг в провинции Трат в Королевстве Таиланд.

## История

### Создание прихода
Инициатива строительства храма принадлежала супругам Олегу и Дарье Баевым из Москвы. В 2013-м году Дарье приснился сон, будто Господь поднял её над островом и дал семечко, которое она посадила в землю, а из него вырос Храм.
Собрав подписи, супруги обратились к представителю Русской Православной Церкви в Таиланде архимандриту Олегу (Черепанину) с прошением о строительстве храма. 9 апреля 2013 года Представитель Русской православной церкви в Королевстве Таиланд архимандрит Олег принял их в Бангкоке и объяснил просителям законодательные аспекты открытия нового прихода в Таиланде, сложившуюся организационную схему реализации такого желания.
Продав небольшой бизнес в России в сентябре 2013 года, семья пожертвовала значительную часть средств, которой хватило на приобретение земельного участка под храм. Кроме того, своим примером они сподвигли жертвовать на храм  людей из своего окружения.
13 сентября 2013 года Комитет Фонда Православной Церкви в Таиланде на своём очередном заседании повторно обсудил просьбу православных верующих острова Чанг о строительстве на острове православного храма. Учитывая, что к тому моменту на покупку земли под храм на острове Чанг верующими собрано более 1000000 тайских бат, поступивших на счёт Фонда, Председателю Фонда иерею Данаю (Даниилу) Ванна было поручено озаботиться покупкой на острове подходящего участка земли, оформив его в церковную собственность, предложить Православным верующим на Чанг создать приход во имя преподобного Сергия Радонежского, учитывая, что на 2014 год были намечены торжества по случаю 700-летия со дня рождения святого.

### Покупка земли и строительство
10 октября 2013 года комиссия в составе архимандрита Олега (Черепанина), Представителя Русской Православной Церкви (Московский Патриархат) в Королевстве Таиланд, иерею Даная (Даниила) Ванна, Председателя Комитета Фонда Православной Церкви в Таиланде и иеромонаха Михаила (Чепель), и. о. настоятеля Покровского (второго) храма в Паттайе прибыла на остров и ознакомилась на месте поступившими предложениями о продаже участков земли. Сопровождал деллигацию, Алексей Радионов, который был назначен старостой общины и  ответственным за строительство храма.Было решено приобрести землю площадью 320 квадратных метров недалеко от пирса, куда пребывают паромы с материка с расчётом на то, что невозможно будет не заметить православный храм тем, кто будет иметь в нём нужду, находясь на острове.
Русская служба BBC в 2018 году так охарактеризовала это место: «На одной из сторон острова бурно развивается туризм, другая же сторона, с тайскими рыбацкими деревушками, остается достаточно аутентичной. Примерно на границе этих миров возникла небольшая русская православная церковь». В отличие от других пляжей острова земля здесь была довольно недорогой.
16 декабря 2013 года Представительством Русской Православной Церкви в Таиланде было получено благословение Патриарха Московского и всея Руси Кирилла на строительство нового храма.
16 января 2014 года Комитет Фонда Православной Церкви в Таиланде приобрел в церковную собственность дополнительный участок земли площадью более 400 квадратных метров, примыкающий к ранее купленному. Таким, образом общая площадь составила почти 760 квадратных метров. Данная покупка была призвана обеспечить больший простор для строительства и избавить приход от возможных застроек, перекрывающих вид храма.
13 февраля того же года прибывший на остров архиепископ Егорьевский Марк (Головков) освятил закладной камень в основание Сергиевского храма. По желанию паствы, несмотря на интенсивное строительство храма во имя святых Царственных страстотерпцев в Хуахине, было решено перенести сроки строительства Сергиевского храма с 2015 года, как предполагалось изначально, на 2014 год.
12 мая того же года протоиерей Данай (Даниил) Ванна от имени Комитета Фонда Православной Церкви в Таиланде подписал контракт на строительство храма, который предусматривал завершение строительных и отделочных работ по храму в течение 10 — 12 месяцев. Строительство началось в том же месяце. Генеральным подрядчиком выступил заслуженный строитель, офицер полиции острова Чанг г-н Тайгер.
8 октября того же года в день преставления преподобного Сергия Радонежского в ещё не построенном храме состоялась Божественная Литургия, которую совершили архимандрит Олег (Черепанин), протоиерей Данай (Даниил) Ванна и иерей Роман Бычков. За Богослужением пел хор Свято-Николаевского собора г. Бангкока. Архимандрит Олег от имени Представительства Московского Патриархата в регионе преподнес в дар общине храма образ преподобного Сергия Радонежского, написанный специально по случаю юбилея.
5 ноября 2014 года приход посетил протоиерей Данай (Даниил) Ванна, который совершил освящение куполов и надкупольных крестов для Сергиевского храма.
13 января 2015 года было объявлено о завершении строительства и внутренней отделки храма, а также о прекращении сбора средств на строительство храма.

### После освящения
12 февраля 2015 года прибывший в Таиланд архиепископ Пятигорский и Черкесский Феофилакт (Курьянов) совершил  великое освящение храма и первую Божественную Литургию в новоосвященном храме, а также рукоположил в сан диакона студента Белгородской духовной семинарии Романа Постникова, которому было поручено заниматься обустройством храма до прибытия постоянного священника. Ему помогал староста храма Алексей Родионов.
Божественная Литургия совершалась 1-2 раза в месяц, для чего на остров приезжал иерей Дмитрий Савенков, в то время и. о. настоятеля Покровского храма в Паттайе. 6 марта 2015 года в храме состоялось первое Таинство Крещения. Без священника приход встретил свою первую Пасху: 12 апреля 2015 года пасхальное богослужение было совершено мирянским чином, которое возглавил диакон Роман Постников.
В июле того же года в храм был назначен настоятель, которым стал иерей Сергий Шапкин. К тому моменту приход столкнулся финансовыми трудностями ввиду резкого сокращения туристического потока в Таиланд из стран бывшего СССР островного расположения храма. Тем не менее с  приездом нового священника богослужения в храме стали совершаться ежедневно.
29 августа 2015 года в ответ на просьбы духовенства и прихожан Сергиевского храма об устроении на прихрамовой территории православной часовни в честь святителя Тихона Задонского, Представительством Русской Православной Церкви Королевство Таиланд принято решение поддержать инициативу прихода. Возведение часовни началось в ноябре того же года. В марте 2016 года на остров была доставлена и освящена икона этого святого, написанная настоятелем Троицкого храма на Пхукете иереем Романом Бычковым. 23 июля того же года строительство часовни было полностью завершено.

## Жизнь прихода
Дом священника расположен на первом этаже храма, а помещения для молитвы — на втором. Священник Сергий Шапкин и его супруга «Сами следят за хозяйством. На мотоцикле ездят всей семьёй за продуктами в супермаркет, по серпантинам — их на Ко Чанге в избытке».
Главной святыней храма является частица мощей преподобного Сергия Радонежского, которую передали храму благодетели; ковчег для мощей и киот были изготовлены в Таиланде,а также частица мощей святителя Тихона Задонского, Чудотворца. В храме находится написанная в Таиланде иереем Романом Бычковым икона преподобного Сергия Радонежского и резное распятие из монастыря Эсфигмен, подаренное жертвователями из Москвы.
Основные прихожане — туристы из России,Украины, Казахстана, Беларуси для которых «православный храм на Ко Чанге — это в первую очередь частичка родины в Таиланде». Пос словам священника Сергия Шапкина: «Паства у нас перетекающая. Сегодня одни, завтра другие, глядишь, в следующем году снова приедут и ещё новых людей с собой приведут». После богослужения проводится чаепитие и общения священника с прихожанами. Кроме того, настоятель готов побеседовать с любым зашедшим в храм туристом.